# Nyctemera vandenberghi
Nyctemera vandenberghi är en fjärilsart som beskrevs av Engbert Jan Nieuwenhuis 1948. Nyctemera vandenberghi ingår i släktet Nyctemera och familjen björnspinnare. Inga underarter finns listade i Catalogue of Life.